# Mana (přítok Atlantského oceánu)
Mana je řeka v Jižní Americe, ve Francouzské Guyaně, která je zámořským departementem Francie a součástí Evropské unie. Je dlouhá 430 km. Povodí má rozlohu 12 090 km².
Podle řeky se jmenuje obec Mana.

## Průběh toku
Pramení nedaleko města Saül, severozápadně od hory Mont Galbao ve Guyanském středohoří ve Guyanské vysočině v nadmořské výšce 290 m. Překonává 99 vodopádů. Ústí do Atlantského oceánu jižně od Pointe Isère a severně od vesnice Awala-Yalimapo na pláži Hattes. Západní rameno ústí do estuáru řeky Maroni.

### Přítoky
- zprava - Kokioko, Loubère
- zleva - Portal, Arouany, Lézard, Acarouany

## Využití
Protéká obcemi Saül, Mana a Awala-Yalimapo.